# Hayati binti Mohd Salleh

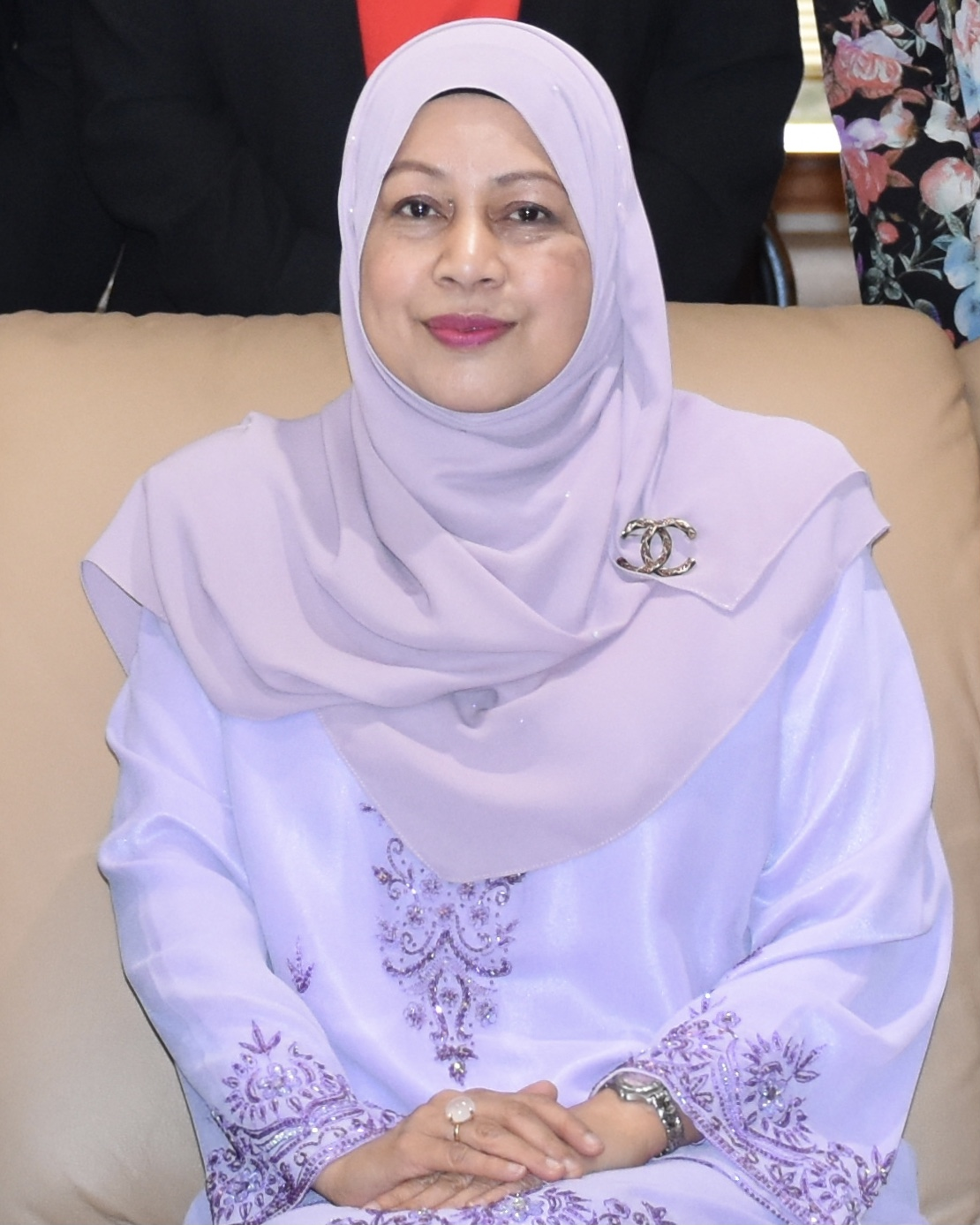
Hayati binti Mohd Salleh

Hayati binti Mohd Salleh, mit offiziellem Titel: Datin Seri Paduka Hajah Hayati binti Pehin Orang Kaya Shahbandar Dato Seri Paduka Hajji Mohd Salleh, und in der Anredeform Yang Berhormat, ist eine hochrangige Regierungsbeamtin in Brunei. Sie war Attorney General (Generalstaatsanwältin) für die Regierung von Brunei.

## Name
Der volle Malaysische Name setzt sich zusammen aus den Anredeformen und Titeln „Datin Seri Paduka“ „Hajah“ Hayati binti (Patronym) „Pehin Orang Kaya Shahbandar“ (Name des Vaters) „Dato Seri Paduka“ Haji „Mohd Salleh“.

## Leben
Hayati binti Mohd Salleh war verantwortlich für den Übergang des Rechtssystems von Brunei vom Rechtskreis des Bürgerlichen Rechte zur Scharia. Sie ist Mitglied des Ministerrat von Brunei als nicht-ministeriales Mitglied, ähnlich wie der Mufti Negara Brunei.